# 法國籃球甲級聯賽
法國籃球甲級聯賽是法国顶级男子职业篮球联赛。法國籃球甲級聯賽始於1921年。
截至2025年，法國籃球甲級聯賽共有18支球队。法國籃球甲級聯賽的常規賽期間，每支球隊之間都會交手兩次。常規賽結束後，倒數三支球队将降级至法國籃球乙級聯賽。常規賽排名前8的球隊繼續參加季後賽。季後賽比賽除了決賽是五場三勝制外，其他都是三場兩勝制。季後賽奪冠球隊為該賽季法國籃球甲級聯賽的冠軍。